# Edwin Myers
Edwin Earl „Ed” Myers (ur. 18 grudnia 1896 w Hinsdale, zm. 31 sierpnia 1978 w Evanston) – amerykański lekkoatleta specjalizujący się w skoku o tyczce, uczestnik letnich igrzysk olimpijskich w Antwerpii (1920), brązowy medalista olimpijski w skoku o tyczce. 

## Sukcesy sportowe
- dwukrotny mistrz Stanów Zjednoczonych w skoku o tyczce – 1923, 1924[1]
- dwukrotny wicemistrz Stanów Zjednoczonych w skoku o tyczce – 1920, 1926[2]
- brązowy medalista mistrzostw Stanów Zjednoczonych w skoku o tyczce – 1922

| Rok  | Miasto    | Zawody               | Konkurencja   | Wynik         |
| ---- | --------- | -------------------- | ------------- | ------------- |
| 1920 | Antwerpia | Igrzyska olimpijskie | skok o tyczce | brązowy medal |

## Rekordy życiowe
- skok o tyczce – 4,00 (1924)